# Podgrađe (Omiš)
Podgrađe falu Horvátországban Split-Dalmácia megyében. Közigazgatásilag Omišhoz tartozik.

## Fekvése
Splittől légvonalban 35, közúton 56 km-re keletre, községközpontjától légvonalban 13, közúton 21 km-re keletre, Poljica középső részén, a Cetina nagy kanyarulata és a Mosor-hegység részét képező Gradac-hegy által határolt területen fekszik.

## Története
Podgrađe területe már az ókorban lakott volt. A település feletti Gradac-hegy arról az illír várról kapta a nevét, melynek maradványai a tetején találhatók. A hegy alatt keletkezett települést pedig a várról Podgrađénak, azaz vár alattinak nevezték el. Bár Podgrađe már nagyon korán keletkezett mindvégig kis település maradt. A középkorban része volt a 13. században alapított, úgynevezett Poljicai Köztársaságnak, amely tulajdonképpen egy jelentős autonómiával rendelkező kenézség volt. Poljica kezdetben a horvát–magyar királyok, majd 1444-től a Velencei Köztársaság uralma alá tartozott. Velence nagyfokú autonómiát biztosított a poljicai települések számára. Jogi berendezkedését az 1490-ben kibocsátott Poljicai Statutum határozta meg, mely egyúttal rögzítette határait is. Területe már nagyon korán, 1495 előtt török uralom alá került és csak 1686-ban a velencei-török háború során szabadult fel a török uralom alól. Ezután ismét velencei fennhatóság alá tartozott, de autonómiájának valamely szintjét végig megőrizte. Poljica önállóságát 1807-ben a bevonuló napóleoni francia csapatok szüntették meg. I. Napóleon francia császár lipcsei veresége után 1813-ban a Habsburgoké lett. 
Podgrađe plébániájáról először Ottaviano Gardazori zárai érsek tesz említést 1625. január 17-én végzett vizitációja során. Ekkor a plébánia 80 lelket számlált. Hasonló volt a lakosság száma 1711. május 18-án, amikor Cupilli érsek vizitációjakor 11 házról tesz említést a településen. Ekkor hívei a kostanjei plébániához tartoztak. Önálló plébániaként 1745-ben szerepel újra, amikor Luka Jerčić volt a plébánosa. A településnek 1857-ben 338, 1910-ben 458 lakosa volt. 1918-ban az új Szerb–Horvát–Szlovén Állam, majd később Jugoszlávia része lett. A háború után a szocialista Jugoszláviához került. 1991 óta a független Horvátországhoz tartozik. Az 1970-es évek óta lakossága a fiatalok elvándorlása miatt folyamatosan csökken. 2011-ben a településnek 280 lakosa volt.

## Lakosság
| Lakosság változása | Lakosság változása | Lakosság változása | Lakosság változása | Lakosság változása | Lakosság változása | Lakosság változása | Lakosság változása | Lakosság változása | Lakosság változása | Lakosság változása | Lakosság változása | Lakosság változása | Lakosság változása | Lakosság változása | Lakosság változása |
| ------------------ | ------------------ | ------------------ | ------------------ | ------------------ | ------------------ | ------------------ | ------------------ | ------------------ | ------------------ | ------------------ | ------------------ | ------------------ | ------------------ | ------------------ | ------------------ |
| 1857               | 1869               | 1880               | 1890               | 1900               | 1910               | 1921               | 1931               | 1948               | 1953               | 1961               | 1971               | 1981               | 1991               | 2001               | 2011               |
| 338                | 326                | 316                | 377                | 409                | 458                | 411                | 507                | 504                | 519                | 507                | 479                | 409                | 332                | 312                | 280                |

## Nevezetességei
- Szűz Mária mennybevétele tiszteletére szentelt római katolikus plébániatemploma mai formájában 1754-ben épült a korábbi templom helyén. Erről Bizzi érsek ír június 10-én végzett egyházlátogatása során, amikor a templom befejezésére buzdítja híveit. A templom felszentelése 1762. június 13-án történt Nikola Dinarić érsek első itteni látogatása során. Ezt követően többször bővítették. 1822-ben épült a déli oldalhoz a Szűz Mária kápolna, 1884-en pedig az északi oldalhoz a Szent Rókus-kápolna. Ezáltal a templom latin kereszt alaprajzú lett. 1958-ban az épületet 6,40 méterrel meghosszabbították és új kórust kapott. Három oltára van, amelyek kőből és színes márványból készültek. A sekrestye a főoltár mögött található. A déli kápolnában helyezték el a Szűzanya régi szobrát, az északi kápolnában pedig Szent Rókus képe látható más szentek társaságában. Itt volt egykor Szent Balázs szobra is, a kápolna ugyanis egy ideig Szent Balázsnak volt szentelve. Ezt a szobrot 1989-ben az új Szent Balázs-templom felszentelése után oda vitték át. A homlokzat feletti harangtoronyban három harang lakik. A templom 21 méter hosszú és 7 méter széles. Legutóbb 2003-ban újították fel, amikor a templom környezetét is rendezték.
- A Szent Balázs-templom az új temető kerületén épült, 1989-ben déli és nyugati oldalán nyitott, boltíves előcsarnokkal. Homlokzat feletti harangtornyában egy harang található.
- A kis Gyógyító Boldogasszony-kápolnát a mindenkori plébános magánkápolnájának építették faragott kövekből. 1989-ben teljesen felújították, ez alkalommal restaurálták a Szűzanyát a kis Jézussal ábrázoló oltárképét, melynek költségéhez Jurić érsek is hozzájárult.
- A Marušić-hegyen álló Sarlós boldogasszony kápolna[4] 1992-ben épült szépen faragott kövekből. Belső falain Dukić akadémiai festőművésznek a poljicai horvát történelem által ihletett alkotásait helyezték el.
- Védett építmény a Cetina-folyón Podgrađe és Slimen között található Pavića-híd. A hidat 1900-ban építették az osztrák-magyar hatóságok. A Pavića híd egy 7 íves kőhíd (négy északi ív a második világháború során megsemmisült, helyükre beton íveket építettek), eredetileg finoman faragott kőtömbökből épült. A híd a 20. század eleji hídépítészet szép példája, a környezettel harmonikus egésszé olvadva.